# Фридлянский, Яков Маркович
Фридлянский Яков Маркович (1902(1903), Полоцк, Витебская область — 27.11.1937, Ленинград) — Выдающийся советский инженер, Председатель ОК Союза ОМБИТ (областное межсекционное бюро инженеров и техников) при Ленинградском Облпрофсоюзе, участник проектирования Беломорканала. 27 ноября 1937 репрессирован по обвинению в принадлежности к «террористической группировке». Реабилитирован в 1956 году.

## Биография
Яков Маркович Фридлянский родился в 1902 (1903) году в Полоцке, Витебская область, в бедной семье. Будущая супруга Зельда Зелмановна Думова, которую все ленинградские знакомые называли Зинаидой Семёновной, также происходила из глухой белорусской деревни. Учился в Ленинградском институте инженеров железнодорожного транспорта, который закончил в 1929 году. Тема выпускной дипломной работы: «Устройство Волго-Донского канала с применением судоподъёмника и детальной разработкой выхода канала в Дон». В 1932 году, за вклад в строительство Беломорканала был, вместе с рядом сотрудников, приглашён в Москву. Награждался Калининым. С этого же года член ВКП(б). По личному распоряжению Кирова получил квартиру в «Доме специалистов», Лесной проспект, 61.

## Арест
Яков Фридлянский был арестован 21 июня 1937 года. Допрос, который 25 сентября провёл помощник оперуполномоченного 2-го отделения 4-го отдела УГБ НКВД ЛО сержант госбезопасности Гончуков, насчитывает семь листов. Сержант Гончуков насыщает протокол громоздкими фразами: «проведение нелегальных контрреволюционных сборищ», «контрреволюционная критика отдельных мероприятий ВКП(б) и советского правительства, оказание организованного сопротивления приведения их в жизнь», «дискредитация политики ВКП(б) в глазах рабочих масс», «конкретная контрреволюционная работа по развалу профсоюзных организаций в плане и в соответствии с теми решениями, которые принимались на нелегальных совещаниях участников группы». Причём такие же фразы следователь вкладывает и в «ответы» Фридлянского: «подрывную контрреволюционную деятельность проводил по линии развала работы на вверенном мне участке», «сознательно и последовательно разваливал работу большинства коллективов ИТС, имея целью разобщить инженерно-технических работников, организованных на базе общественно-политической и производственно-массовой работы», «прямо поставил вопрос о необходимости перехода в борьбе против ВКП(б) от слов к борьбе организованной», «систематически срывали работу по составлению коллективных договоров и их осуществлению, срывали указания ВКП(б) по охране труда на предприятиях, по массовому рабочему изобретательству и развёртыванию стахановского движения».
Показательно, что протокол, отпечатанный на машинке, подписан Яковом Фридлянским лишь на последней, седьмой странице, содержащей пару реплик, под следующей фразой допрашиваемого инженера-путейца: «Показания, что я якобы был осведомлён о террористических планах организации правых и сам лично был сторонником индивидуальных террористических актов над руководителями ВКП(б) и Советского правительства — отрицаю категорически».
29 ноября 1937 года Военная коллегия Верховного суда СССР во время своей выездной сессии в Ленинграде приговорила Якова Фридлянского за участие в «антисоветской организации правых» к расстрелу. Приговор был приведён в исполнение в тот же день.
Реабилитирован определением ВК ВС СССР от 25.04.1956.

## Память
В воскресенье, 15 июля 2018 года, в Санкт-Петербурге по адресу Лесной проспект, дом 61, известного как «Дом молодых специалистов», в рамках гражданской инициативы «Последний адрес» состоялась церемония установки мемориального знака безвинно погибшему в период сталинских репрессий инженеру, председателю Областного межсекционного бюро инженеров и техников (ОМБИТ) Леноблпрофсовета Якову Марковичу Фридлянскому.